# Lex Luger (muziekproducer)
Lexus Arnel Lewis (6 maart 1991), professioneel bekend als Lex Luger, is een Amerikaanse muziekproducent. Zijn artiestennaam is een eerbetoon aan de voormalige professionele worstelaar van WCW/WWE Lex Luger.
Hij was samen met Southside medeoprichter van het Amerikaanse hiphopproductieteam 808 Mafia. Hij is lid van het hiphopproductieduo Low Pros met A-Trak en de VABP (Virginia Boyz Productionz), een hiphopgroep die hij op de middelbare school oprichtte.

## Productiestijl
Luger gebruikt FL Studio, samen met VST-plugins, om zijn beats te componeren. Hij gebruikt ook software als Maschine en Pro Tools. Luger staat bekend om het sterk vasthouden aan het trapgeluid van Atlanta, waarbij hij gebruik maakt van de Roland TR-808 kickdrum, donkere synthlijnen en dreigende ad-libs.
- MusicBrainz: 93500d5c-5862-4550-8680-60eb252fe304